# Viêng Lán
Viêng Lán là một xã thuộc huyện Yên Châu, tỉnh Sơn La, Việt Nam.
Xã có diện tích 26,97 km², dân số năm 1999 là 2012 người, mật độ dân số đạt 75 người/km².